# Nelson Rodrigues
Nelson Falcão Rodrigues (Recife, 23 d'agost de 1912 — Rio de Janeiro, 21 de desembre de 1980) fou un cronista, periodista, escriptor i dramaturg brasiler caracteritzat per l'esperit transgressor de la seva obra i per l'acidesa del seu caràcter públic envers la societat burgesa del seu país.
Malgrat la seva fama com a cronista futbolístic i la seva empremta en la relació del poble brasiler amb la seva cultura, Nelson Rodrigues es destaca principalment per la seva aportació com a dramaturg.
Passejant-se pel conscient i pel subconscient, passant per les fantasies de l'inconscient, del tràgic al dramàtic, la comicitat i el grotesc com a companys d'escena, anant d'una rèplica preceptista a un mal gust intencional, mesclant lirisme amb la més vulgar de les proses. Nelson Rodrigues conferí als seus textos una dimensió enciclopèdica que revolucionà el gust i la visió estètica de la dramatúrgia brasilera més d'un cop. Cap altre autor d'aquesta tradició ha sigut capaç d'assolir tal nivell d'originalitat.

## Biografia
Nelson Falcão Rodrigues va néixer a la ciutat de Recife, al nord-est del país, el 23 d'agost de 1912 i va ser el cinquè fill dels catorze que acabarien tenint els seus pares. Per qüestions polítiques, el seu pare, diputat i periodista, es mudà a Rio de Janeiro amb la família el juliol de 1916. Nelson va créixer absorbint la cridanera dinàmica social del barri popular de la Zona Norte de Rio amb una curiositat que anà més enllà de la d'un noi. Influenciat per la professió del seu pare, tan aviat com va aprendre a llegir, adoptà la lectura com a hobby, donant especial atenció a novel·les de contingut explícit. Quan el seu pare fundà el seu propi diari, A Manhã, Nelson inicià la seva carrera periodística. Amb tretze anys va començar a escriure cròniques policíaques amb les quals sorprenia els seus companys de feina per la seva capacitat de dramatitzar fets en principi trivials, amb particular predilecció pels pactes de mort entre enamorats, tan populars a l'època. No va acabar mai l'educació primària.
Als 17 anys, però, una sèrie de tragèdies acabarien de trastornar el caràcter inestable de Nelson. En un dia sense notícies rellevants, el diari del seu pare publicà a la primera plana la separació d'una parella. La dona, l'endemà, entrà a la redacció del diari amb un revòlver a la mà, buscant al pare de Nelson. Com que no el va trobar, va acabar disparant contra el seu fill gran i el va matar. Aquesta mort afectà greument la família: un dels germans petits de Nelson, de catorze anys, que havia guanyat una arma de nadal, sortí una nit per tal de venjar al seu germà. El seu pare, gairebé dos mesos després, va morir d'una trombosi cerebral. En poc temps perdrien el diari familiar i, conseqüentment, la posició econòmica privilegiada per caure en la misèria. Com una coronació, als 21 anys Nelson és diagnosticat amb una tuberculosi avançada, cosa que justificaria la seva fesomia malaltissa i les febres que l'atacaven constantment, les quals provava de calmar arrencant-se dents, fins al punt d'haver de portar dents falses molt jove.
Va ser durant una de les moltes internacions per tal de tractar la seva tuberculosi, que Nelson despertà el seu gust per la dramatúrgia. Ell havia estat encarregat d'escriure una breu comèdia que els mateixos pacients posarien en escena. El resultat, rialles que gairebé s'emportaren víctimes pels atacs de tos que provocaren.

## Obra dramàtica
L'obra dramàtica de Nelson Rodrigues passa per tres diferents fases: el Teatro Sicológico, el Teatro Mítico i les Tragédias Cariocas.
El gener de 1943, Nelson Rodrigues acaba d'escriure la seva segona obra dramàtica, Vestido de Noiva. La seva dona envia vint copies a coneguts i amics amb certa influència. Una d'aquestes còpies acaba en mans de Ziembinski. El polonès es meravella amb el text; “no conec res al teatre mundial que s'hi assembli”. Es crea el revolucionari grup Os Comediantes, s'inicia una epopeia d'assajos de vuit hores diàries i moltes modificacions estilístiques que culminarien, vuit mesos després, en l'estrena, on més de dues mil persones assistirien la peça. La recepció de l'obra és extremadament positiva. Queda així inaugurat el teatre modern brasiler.
Vestido de Noiva és la historia de Alaíde, una noia que és atropellada per un cotxe i, mentre és operada en un hospital, repassa mentalment el conflicte amb la seva germana, a qui li va robar el xicot, al mateix temps que al·lucina amb una prostituta que havia sigut assassinada pel seu amant, un jove de disset anys. La seva acció distingeix clarament els moments de Realitat, Al·lucinació i Memòria, tant mitjançant el text com l'escenografia.
"Em vaig proposar a fer allò que feia molt de temps em fascinava: contar una historia sense haver de donar-li un ordre cronològic. Deixaria d'existir el temps dels rellotges, les coses ocorrerien simultàniament. Per exemple, un personatge naixeria, creixeria, amaria i es moriria al mateix temps."
L'originalitat del seu punt de partida (el deliri d'una moribunda), la invenció dels tres plànols en els quals es desenvolupa, les evidents influències de la ràdio i el cine a la seva forma tan poc ortodoxa. Tot va ser rebut per la crítica contemporània amb molt bons ulls. Estudiosos posteriors indiquen l'obra com la introducció d'una nova visió estètica, la visió de la teatralitat, o sigui, la recerca de la dramatúrgia pel seu propi espai, organitzant el seu món, adoptant el llenguatge ideal segons les seves experiències. Això és el resultat de l'autentica originalitat de l'escrita popular i vulgar de Nelson Rodrigues, reflex del seu món ple de caos, mort i tragèdies inesperades, en les mans d'un dramaturg tan visionari com ho va ser Ziembinski.
Vestido de Noiva obre el primer cicle de Nelson Rodrigues com a dramaturg, el de les Obras Sicológicas, on realitza una tasca de l'escrutini del subconscient, es “submergeix en els pantans de l'anima fa submergir aquells instints més impúdics en la seva màxima esplendor. “ L'ésser humà, particularment la dona, descobreix la seva dualitat psicològica dins d'una societat conservadora tant moral com artísticament. Estrena un llenguatge de carrer, un llenguatge esculpit per la suor de la vida quotidiana, un llenguatge Brasiler que substitueix a l'accent portuguès de les comèdies costumistes. Nelson Rodrigues introdueix a Brasil les revolucions del drama psicològic d'Ibsen a la seva manera.
Nelson Rodrigues fa veure a l'espectador que fets com el naixement, la vida i la mort formen part del quotidià de l'ésser humà. Quan sent o expressa sentiments al respecte, ell (l'ésser humà) evidencia allò que el constitueix i el fa existir. Nelson evidencia la interioritat, la posa en el centre d'una investigació que evidencia la seva labor de cronista i observador del món que l'envolta.
En la segona etapa de la seva dramatúrgia, composta per les seves obres considerades “mítiques”, Rodrigues es sumeix encara més en les foscors de l'inconscient i arriba al potent univers dels arquetips, de la força amoral dels instints. Mentre que les obres psicològiques donaven particular atenció a conflictes en les relacions entre parelles (Alaíde i la seva germana a Vestido de Noiva), en aquest cicle l'autor es proposa a abordar el tema de la família.
Malgrat l'èxit crític i de públic de les obres del seu primer cicle, amb aquest tractament despietat de la família i de tots els seus tabús, Nelson empren una mena de divorci amb el públic. Adulteris, incests, assassinats i mutilacions poblen aquesta etapa de la seva obra amb el pes de l’hybris tràgica. Aborda a la família com “cèl·lula mater de la societat” i principal causa del fracàs de les institucions socials, com el coronelismo del nord-est de Brasil a la obra que va obrir l'etapa, Album de Familia (1945), el racisme a Anjo Negro (1946), i la política a Senhora dos Afogados (1947).

Nelson Rodrigues s'apropa d'allò tràgic i, amb un esperit brasiler ja consolidat, s'obre a la universalitat. Aquí, els experiments amb el llenguatge també es radicalitzen, combinant lirisme, surrealisme i absurd, “amb una redacció encara més crua i antropòfaga,” tot parlant de persones reals amb els seus pensaments i les seves visions. Així, escriu allò que ell mateix va nombrar Teatro do Desagradável:
“S'ha d'eliminar a l'espectador purament digestiu, qui val tant com o fins i tot menys que una butaca buida. Eliminar a aquest tipus d'espectador o exasperar-lo com si es tractés d'un bou massiu i intimidant. El públic destrossat es torna més sensible, més intel·ligent i més apte per a rebre el misteri de l'espectacle.”
El treball amb el llenguatge, tant aquell purament verbal com l'escènic, és fonamental en aquesta estratègia. Ell vol convertir allò familiar en aliè, imposant inversions i desplaçaments que profanen allò sagrat i sacralitzen el profà. El dramaturg es fa servir d'un contrast abusiu, de les frases d'efecte emanades de percepcions banals, del ritme escènic orquestrat per la riquesa cromàtica de les acotacions. La idea del desagradable comporta a un teatre de la crueltat. 
“Les obres es divideixen entre “interessants” i “vitals”. Giraudoux produeix, justament, textos interessants. La melodia de la seva prosa és una disfressa lluminosa de la seva impotència creadora., tenint en consideració que totes les peces vitals pertanyen al teatre de lo desagradable.” 
En el teatre desagradable de Nelson Rodrigues, aquests conceptes de fatalitat i profunditat se centren en els paradigmes temàtics que representen els conflictes entre vida i mort, mediat per la noció de destí, i proporcionen un to mític/arquetípic i, principalment, tràgic a la seva dramatúrgia.

## Llistat d'obres

### Novel·les
- Meu destino é pecar (1944)
- Escravas do Amor (1944)
- Minha Vida (1946)
- Núpcias de Fogo (1948)
- A Mulher que Amou Demais (1949)
- O Homem Proibido (1951)
- A Mentira (1953)
- Asfalto Selvagem (1959-60)
- O Casamento (1966)
- Asfalto Selvagem - Engraçadinha: Seus Amores e Seus Pecados
- Núpcias de Fogo

### Contes
- Cem contos escolhidos - A vida como ela é (1961)
- Elas gostam de apanhar (1974)
- A vida como ela é - O homem fiel e outros contos (1992)
- A dama da lotação e outros contos e crônicas
- A coroa de orquídeas

### Cròniques
- Memórias de Nelson Rodrigues (1967)
- O óbvio ululante (1968)
- A cabra vadia (1970)
- O reacionário (1997)
- A pátria sem chuteiras - Novas crônicas de futebol
- A menina sem estrela - Memórias
- À sombra das chuteiras imortais - Crônicas de Futebol
- A mulher do próximo

### Frases
- Flor de obsessão: as 1000 melhores frases de Nelson Rodrigues (1997)

### Teatre

#### Obres Psicològiques
- A mulher sem pecado (1941) Dir: Rodolfo Mayer
- Vestido de noiva (1943) Dir: Ziembinski
- Valsa nº 6 (1951) Dir: Milton Rodrigues
- Viúva, porém honesta (1957) Dir: Willy Keller
- Anti-Nelson Rodrigues (1974) Dir: Paulo César Pereio

#### Obres mítiques
- Álbum de família (1946) Dir: Kleber Santos
- Anjo negro (1947) Dir: Ziembinski
- Senhora dos afogados (1947) Dir: Bibi Ferreira
- Dorotéia (1949) Dir: Ziembinski

#### Tragèdies carioques I
- A falecida (1953) Dir: José Maria Monteiro
- Perdoa-me por me traíres (1957) Dir: Léo Júsi
- Os sete gatinhos(1958) Dir: Willy Keller
- Boca de ouro (1959) Dir: José Renato

#### Tragèdies carioques II
- O beijo no asfalto (1960) Dir: Fernando Tôrres
- Bonitinha, mas ordinária (1962) Dir: Martim Gonçalves
- Toda nudez será castigada (1965) Dir: Ziembinski
- A serpente (1978) Dir: Marcos Flaksman

### Telenovel·les
- A Morta no Espelho (TV Rio, 1963)
- Sonho de Amor (TV Rio, 1964)
- O Desconhecido (TV Rio, 1964)

### Pel·lícules
- Somos dois (1950)
- Meu destino é pecar (1952)
- Mulheres e milhões (1961)
- Boca de Ouro (1962)
- Meu nome é Pelé (1963)
- Bonitinha, mas ordinária (1963)
- Asfalto Selvagem (1964)
- A falecida (1965)
- O beijo (1966)
- Engraçadinha depois dos trinta (1966)
- Toda nudez será castigada (1973)
- O casamento (1975)
- A dama da lotação (1978)
- Os sete gatinhos (1980)
- Álbum de família (1981)
- Engraçadinha (1981)
- Perdoa-me por me traíres (1983)
- Boca de Ouro (1990)